# باسكوال بيريز رودريغيز
باسكوال بيريز رودريغيز (بالإسبانية: Pascual Pérez Rodríguez)‏ (و. 1804 – 1868 م) هو كاتب، وصحفي، ومصور إسباني، ولد في بلنسية، توفي عن عمر يناهز 64 عاماً.